# Indoleon infestus
Indoleon infestus är en insektsart som först beskrevs av Walker 1853.  Indoleon infestus ingår i släktet Indoleon och familjen myrlejonsländor. Inga underarter finns listade i Catalogue of Life.